# Лорх (Виртемберг)
Лорх (њем. Lorch) град је у њемачкој савезној држави Баден-Виртемберг. Једно је од 42 општинска средишта округа Осталб. Према процјени из 2010. у граду је живјело 11.149 становника. Посједује регионалну шифру (AGS) 8136042.

## Географски и демографски подаци
Лорх се налази у савезној држави Баден-Виртемберг у округу Осталб. Град се налази на надморској висини од 288 метара. Површина општине износи 34,3 km². У самом граду је, према процјени из 2010. године, живјело 11.149 становника. Просјечна густина становништва износи 325 становника/km².

## Међународна сарадња
| Мјесто | Држава   | Врста сарадње | Од    |
| ------ | -------- | ------------- | ----- |
| Орија  | Италија  | партнерство   | 1972. |
| Афленц | Аустрија | пријатељство  | 1993. |
| Извор  |          |               |       |